# Chéri (singolo)
Chéri è un singolo della cantautrice italiana Vale LP, pubblicato il 29 ottobre 2021 come primo estratto dal secondo EP E sono felice.

## Descrizione
Il brano, scritto dalla stessa cantautrice, è prodotto da Frenetik&Orang3, duo composto da Daniele Mungari, in arte Frenetik, e Daniele Dezi, in arte Orang3.

## Promozione
Il brano è stato eseguito in anteprima nell'ottobre 2021 durante la partecipazione della cantautrice alla quindicesima edizione del talent show X Factor.

## Video musicale
Il video musicale, diretto da Byron Rosero, è stato pubblicato in concomitanza all'uscita del brano attraverso il canale YouTube della cantautrice.

## Tracce
Testi di Valentina Sanseverino, musiche di Valentina Sanseverino, Daniele Dezi, Daniele Mungai e Davide Verde.
1. Chéri – 2:50